# Тернопільська загальноосвітня школа № 19
Тернопільська загальноосвітня школа І-ІІІ ступенів № 19 — середній освітній комунальний навчальний заклад Тернопільської міської ради в м. Тернополі Тернопільської області.

## Історія
Школа заснована в 1980 році.
20-21 березня 2013 року в актовій залі школи відбувся міський етап обласного дитячого фестивалю-конкурсу духовної пісні «Гімн Богу», присвяченого 1030-річчю від дня народження Антонія Печерського, в якому взяло участь 23 хорових колективи з 22 навчальних закладів міста.

## Сучасність
У 37 класах школи навчається 1157 учнів.
У школі діє правовий та іноземно-філологічний профіль навчання, викладають англійську, німецьку, французьку та польську мови.

## Відомі випускники
- Віталій Лотоцький (1979—2015) — український військовик, старший сержант роти матеріального забезпечення 128-ї гірсько-піхотної бригади, учасник російсько-української війни 2014—2017.
- Тарас Шевчук (нар. 1997) — український велогонщик.